# Beautiful Now
«Beautiful Now» es una canción interpretada por el cantante y compositor estadounidense Jon Bellion con el disc-jockey ruso-alemán Zedd. Se lanzó el 13 de mayo de 2015 como el segundo sencillo del segundo álbum de Zedd, True Colors editado el 19 de mayo de 2015. El video musical oficial fue publicado el 11 de junio de 2015, a través del canal de YouTube ZEDDVEVO. En los Estados Unidos, logró colocarse en el número 64 del Billboard Hot 100 y encabezó la lista de música dance.

## Video musical
El video musical fue dirigido por Jodeb que anteriormente había dirigido el video de «Clarity» y «Find You». El video fue grabado en Guatemala y Praga en mayo del 2015. Fue estrenado el 11 de junio de 2015.
Elenco del video
- Katerina Vintrova como Emmaline, murderer girl
- Luis Eduardo Escobedo Gowans como Blair, mountain man
- Luiiziitoo Saantay como Hernian, young man
- Zedd como Isaac, young thug
- Tereza Sindelarova como Audrey, "suicidal" girl

A noviembre de 2022 ,el vídeo cuenta con más de 200 millones de reproducciones.

## Lista de canciones
| Descarga digital (Remixes) |                                        |          |  |
| N.º                        | Título                                 | Duración |  |
| 1.                         | «Beautiful Now» (Zonderling Remix)     | 3:54     |  |
| 2.                         | «Beautiful Now» (Marshmello Remix)     | 3:15     |  |
| 3.                         | «Beautiful Now» (KDrew Remix)          | 4:00     |  |
| 4.                         | «Beautiful Now» (Dirty South Remix)    | 3:18     |  |
| 5.                         | «Beautiful Now» (Charlie Darker Remix) | 4:15     |  |

| Descarga digital [Big Gigantic Remix] |                                      |          |  |
| N.º                                   | Título                               | Duración |  |
| 1.                                    | «Beautiful Now» (Big Gigantic Remix) | 4:11     |  |

## Posicionamiento en listas

### Semanales
| País               | Lista                      | Mejor posición |      |
| 2015               | 2015                       | 2015           | 2015 |
| ------------------ | -------------------------- | -------------- | ---- |
| Bélgica (Flamenca) | Ultratip                   | 33             |      |
| Bélgica (Valonia)  | Ultratip                   | 17             |      |
| Canadá             | Canadian Hot 100           | 59             |      |
| Estados Unidos     | Billboard Hot 100          | 64             |      |
| Estados Unidos     | Hot Dance Club Songs       | 1              |      |
| Estados Unidos     | Hot Dance/Electronic Songs | 5              |      |
| Estados Unidos     | Pop Songs                  | 15             |      |
| Francia            | SNEP Singles Chart         | 190            |      |
| México             | Mexico Ingles Airplay      | 6              |      |
| Países Bajos       | Mega Single Top 100        | 91             |      |
| Polonia            | Polish Airplay Top 20      | 14             |      |

#### Sucesión en listas
| Anterior: «Kiss Me Quick» de Nathan Sykes | Hot Dance Club Songs — Sencillo número uno 29 de agosto de 2015 | Siguiente: «Holding On» de Disclosure con Gregory Porter |